# Ken (architecture)
Pour les articles homonymes, voir Ken.

Un butsuden zen fait 5 ken de large.

Un ken (間) est une unité de mesure en architecture japonaise. Il a deux usages principaux :
- comme proportion pour les intervalles entre les piliers des édifices de style traditionnel. Dans ce cas, le mot se traduit par « baie ». Les constructions traditionnelles mesurent généralement un nombre impair de baies, par exemple 3 × 3 ou 5 × 5. Un type de porte de temple appelée rōmon peut avoir des dimensions allant de 5 × 2 baies au plus fréquent 3 × 2 baies et même 1 × 1 baie[1]. Le butsuden zen de l'illustration mesure extérieurement 5 × 5 ken parce que son noyau de 3 × 3 ken (moya) est entouré d'une aile de 1 ken, appelée hisashi ;
- comme unité de longueur du système traditionnel de mesure shakkan-hō (尺貫法?) dont la valeur varie dans l'histoire, mais se situe toujours autour d'un peu moins de 2 m[2],[3]. Un ken est divisé en six shaku (尺?), équivalent chacun à 10 sun (寸?).

Bien que largement remplacée par le système métrique, cette unité trouve encore une certaine utilisation en menuiserie et en d'autres domaines. Par exemple, les nattes de paille appelées tatamis qui couvrent les sols de la plupart des maisons japonaises font un ken de long et un demi-ken de large, et les superficies de sol sont toujours mesurées en général non pas en mètres carrés mais en tatami (« une pièce de six tatamis »), et donc indirectement en ken.

## Histoire

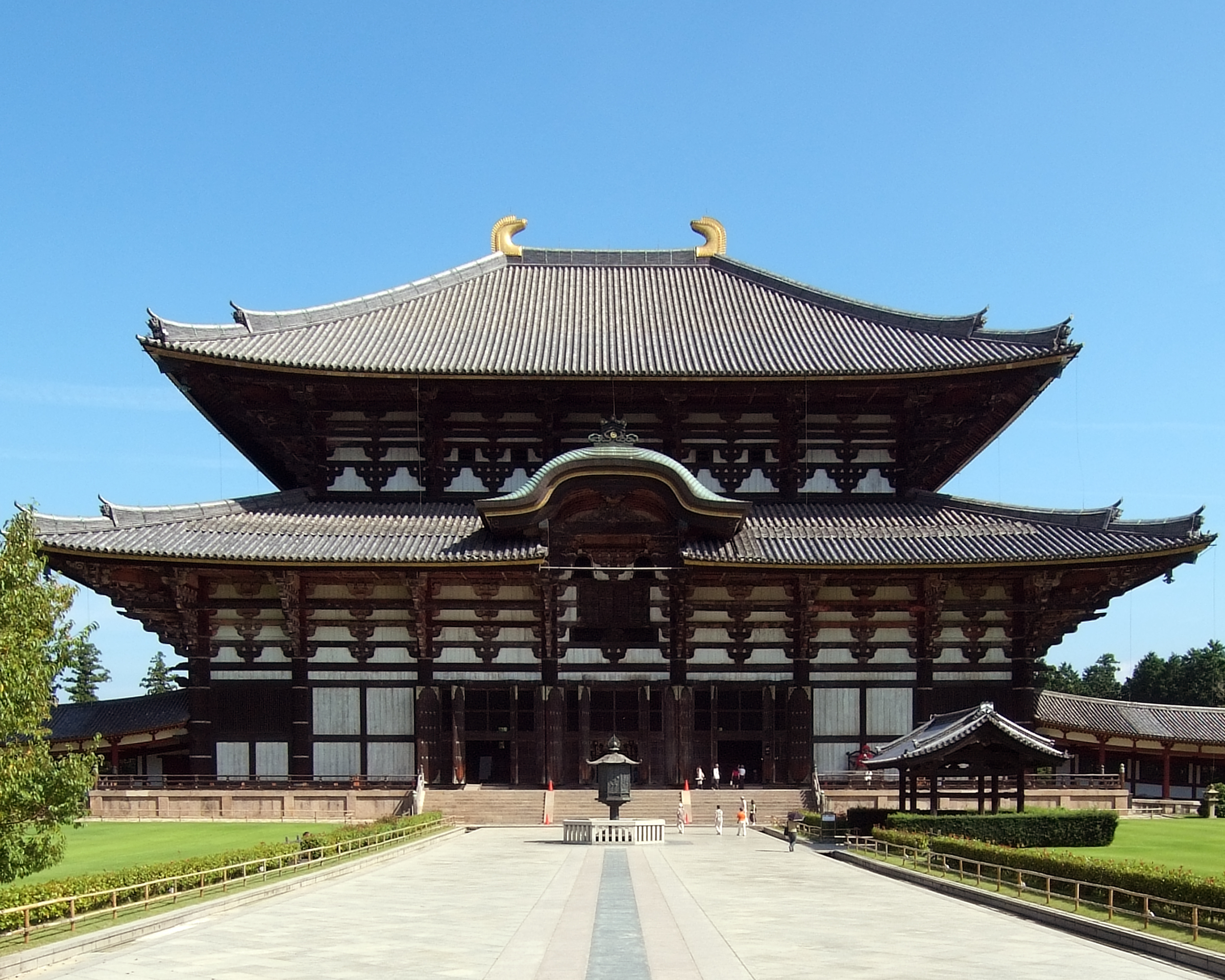
La façade du kon-dō de Tōdai-ji compte sept ken au rez-de-chaussée et cinq à l'étage.

Les proportions d'un bâtiment étaient (et, dans une certaine mesure, sont encore) mesurées en ken, comme dans le cas du Konponchū-dō (bâtiment principal de Enryaku-ji, qui fait 11 × 6 baies (37,60 m × 23,92 m), dont 11 × 4 sont affectées aux fidèles.
À l'intérieur des bâtiments, l'espace disponible est souvent divisé en carrés mesurant un ken de diamètre. Chaque carré a ensuite été appelé un ma (間), terme écrit avec le même caractère chinois que ken. La valeur d'un ken peut changer d'un bâtiment à l'autre, mais est généralement maintenue constante au sein de la même structure. Il peut cependant y avoir des exceptions. Ainsi, les dimensions du très petit honden de Kasuga Taisha sont de 1 × 1 ken, alors qu'en mètre, les mesures sont de 1,9 × 2,6 m.
Dans le cas du honden d'Izumo Taisha, un ken fait 6,32 m, ce qui est nettement supérieur à sa valeur standard.
La distance entre les piliers a été très tôt normalisée et a commencé à servir d'unité de mesure. La superficie des terres en particulier a été mesurée en utilisant le ken comme base. L'unité est née de la nécessité de mesurer les superficies foncières pour calculer les impôts. À l'époque de Toyotomi Hideyoshi (XVIe siècle), le ken fait environ 1,97 m mais, vers 1650, le shogunat Tokugawa le réduit à 1,818 m, spécifiquement pour augmenter les impôts. Après l'époque d'Edo, le ken commence à être appelé kyōma (京間),.